# Лодзка архиепархия
Лодзката архиепархия (на полски: Archidiecezja łódzka; на латински: Archidioecesis Lodziensis) е една от 14-те архиепархии на католическата църква в Полша, западен обред. Част е от Лодзката митрополия.
Лодзката епархия е създадена на 10 декември 1920 година на папа Бенедикт XV. Издигната е в ранг на архиепископия, непосредствено подчинена на Светия престол, с булата „Totus Tuus Poloniae Populus“ на папа Йоан-Павел II от 25 март 1992 година. На 24 февруари 2004 година става център на новосъздадената Лодзка митрополия. Заема площ от 5 200 км2 и има 1 390 000 верни. Седалище на архиепископа е град Лодз. 

## Деканати
В състава на архиепархията влизат двадесет и седем деканата.
| - Александровски деканат - Белхатовски деканат - Бжежински деканат - Видавски деканат - Волборски деканат - Згерски деканат - Зельовски деканат - Колюшковски деканат - Константиновски деканат | - Ласки деканат - Лодз-Балути (деканат) - Лодз-Видзев (деканат) - Лодз-Олехов (деканат) - Лодз-Радогошч (деканат) - Лодз-Редкиня Руда (деканат) - Лодз-Стоки (деканат) - Лодз-Теофилов Жубардж (деканат) - Лодз-Хойни Домброва (деканат) | - Лодз-Шрудмешче (деканат) - Озорковски деканат - Пабяницки деканат - Поддембицки деканат - Пьотърковски деканат - Стриковски деканат - Томашовски деканат - Тушински деканат - Шчерцовски деканат |